# Dennis Oppenheim
Dennis Oppenheim (Electric City, Washington, 6 de septiembre de 1938-Nueva York, 21 de enero de 2011) fue un artista gráfico y escultor estadounidense.

## Biografía
Oppenheim nació en el estado de Washington (EE. UU.) en 1938 y se formó en la Escuela de Artes y Oficios de California. En 1966 se trasladó a Nueva York, donde residió y trabajó hasta su muerte, a los 72 años de edad, a consecuencia de un cáncer hepático.
Tras entrar en contacto con las generaciones de artistas más importantes del siglo XX, se convirtió en uno de los precursores del arte conceptual, siendo pionero como artista de performances.
Su reconocimiento público llegó a finales de la década 60 como representante, junto con otros artistas, del movimiento Land Art.
Fue uno de los artistas contemporáneos de primera magnitud en el panorama internacional. La obra de Oppenheim está presente en más de 70 de los principales museos, colecciones y espacios públicos de todo el mundo.
En España, sus obras pudieron verse en el Museo Reina Sofía de Madrid en el año 2005 y también a través de una retrospectiva organizada por el Museo-Fundación Cristóbal Gabarrón en Valladolid en 2004, la cual viajó posteriormente al Círculo de Bellas Artes de Madrid y a otras ciudades.
Asimismo, tiene obras públicas permanentes en tres localidades españolas: Stage Set for a Film (Decorado para una Película), instalada en el Paseo de Zorrilla de Valladolid en 1998, Crystal Garden (Jardín de Cristal), inaugurada en el municipio madrileño de Navalcarnero en febrero de 2007 y Device to Root out Evil, instalada en la ciudad de Palma de Mallorca en 1997 y que es una réplica de la realizada en 1966 en Venecia por el mismo autor.

## Muerte
Dennis Oppenheim falleció el 21 de enero de 2011, aunque no fue anunciado hasta el 24 de enero por Juan Manuel Gabarrón, vicepresidente de la Fundación Gabarrón. Murió de un cáncer hepático.

## Obras

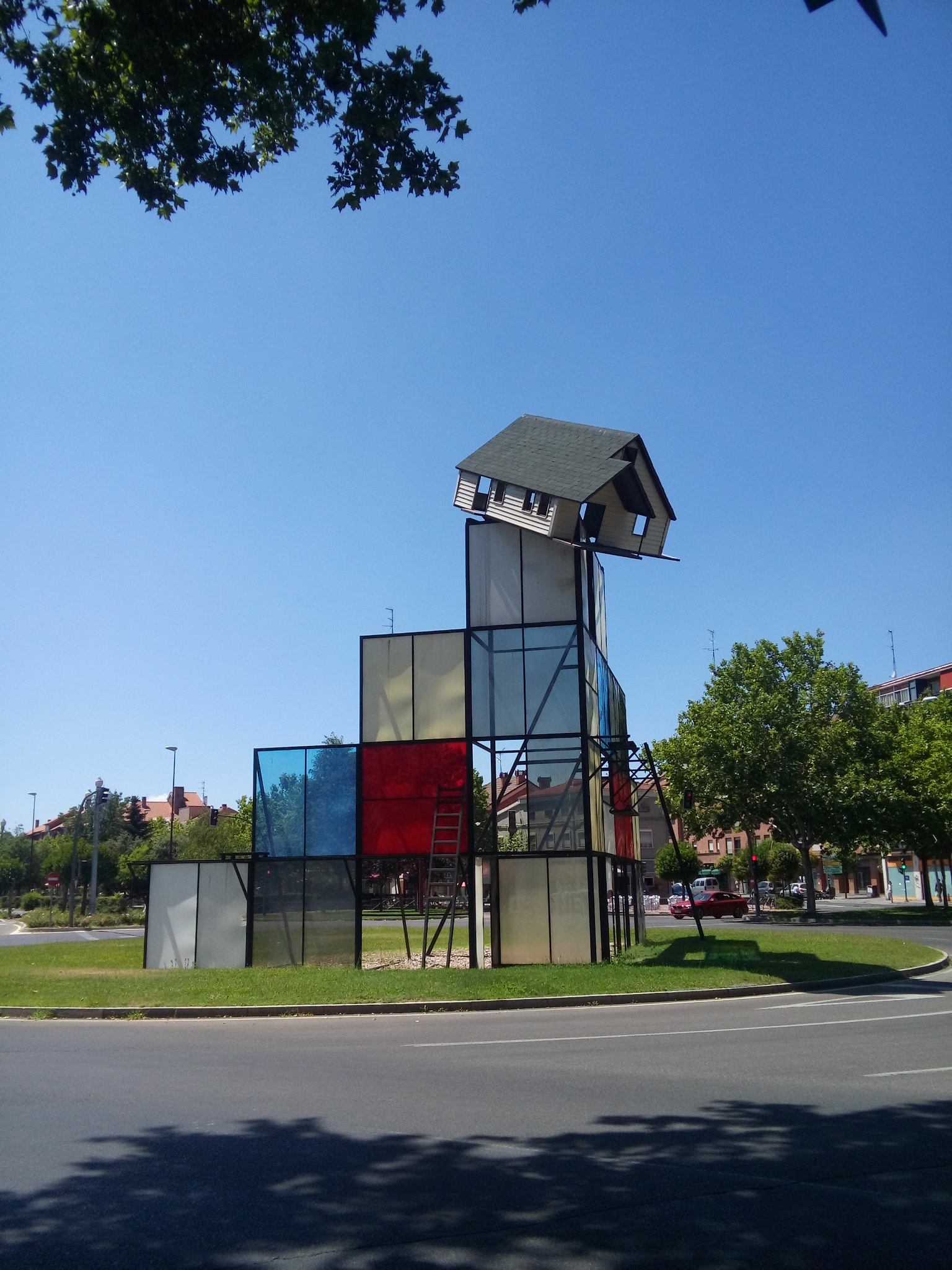
Stage Set for a Film en Valladolid.

De este modo destacan tres obras en ciudades españolas, a saber:
- Stage Set for a Film (Decorado para una película), popularmente conocido como Monumento al cine, instalada en el Paseo de Zorrilla de Valladolid en 1998.[7]
- Crystal Garden (Jardín de Cristal), inaugurada en el municipio madrileño de Navalcarnero en febrero de 2007.
- Device to Root out Evil, instalada en la ciudad de Palma de Mallorca en 1997 y que es una réplica de la realizada en 1966 en Venecia por el mismo autor.

En el resto del mundo, cabe destacar:
- Directed Harvest, 1968, fotografías en blanco y negro y en color, 102 x 76 cm, Museo de arte de Tolón.
- A Station for Fueling (Proyecto para L.A.I.C.A Los Angeles), 1980, Lápiz y lápiz de color sobre papel, 96,5 x 126,5 cm, Museo de arte de Tolón.
- Vaso y botella, una instalación
- Device to Root Out Evil, 1997, Vancouver
- Monumento al escape, Buenos Aires
- Study for crystal mountain, 2005, técnica mixta sobre papel, 196 x 127 cm, MAGI '900 de Pieve di Cento

## Exposiciones
- 1968 : "Earthworks", Nueva York, Dwan Gallery
- 1969 : Earth Art", Ithaca, Universidad de Cornell, Museo de Arte Andrew Dickson White; "When attitudes became form", Bern, Kunstahalle
- 1972: Dennis Oppenheim, Tate Gallery, Londres; Continuous Outdoor Projects, Sonnabend Gallery, Nueva York; documenta 5, Kassel Individuelle Mythologien
- 1973 : San Francisco, Museo de arte contemporáneo
- 1976: Dennis Oppenheim, Museo Boijmans van Beuningen, Róterdam
- 1977: documenta 6, Kassel
- 1978: Retroperspective Works 1967–1977, Museo de Arte Contemporáneo, Montreal
- 1979 : París, Museo de arte moderno de la Villa de Paris; Dennis Oppenheim, Kunsthalle Basel, Basilea; Dennis Oppenheim, Württembergischer Kunstverein, Stuttgart
- 1981 : Ginebra, Galería Malacorda; Constructions II, Centro de Artes Contemporáneas, Cincinnati (USA); Nueva York, Galería Sonnabend

- 1982: »Launching Structure #2, Galería de Arte de Vancouver, Vancouver (Canadá)
- 1983 : Nueva York, Museo de Arte Americano Whitney; Ginebra, Galería Eric Franck; Museo de Arte de Seattle, Seattle (USA)
- 1986: Sculpture and Related Drawings by Dennis Oppenheim, Museo de Arte de Cleveland, Cleveland (USA)

- 1990 : Nueva York, John Gallery; Colonia, Galería Berndt+Krips; Bruselas, Liverpool Gallery
- 1991 :Selected Works: 1967–90, And the Mind Grew Fingers, Centro de Arte contemporáneo P.S.1, Ciudad de Long Island (USA)

- 1995 :Milán, Ierimonti Gallery
- 1996 : Ginebra, Mamco; Recent Sculpture and Large Scale Project Proposals, Mannheimer Kunstverein, Mannheim;

- 1997: Recent Acquisitions: Vintage Photo Works by Dennis Oppenheim, Museo de Arte del Condado de Los Ángeles, Los Ángeles
- 1998: Galería Stefan Stux, Nueva York[8]
- 2001: Dennis Oppenheim: Land and Body Art from the 1960s and 70s, Museo Irlandés de Arte Moderno, Dublín; Ludwig Forum für Internationale Kunst, Aachen
- 2003: Dennis Oppenheim: Aspen Projects, Museo de Arte Americano Whitney, Nueva York;
- 2006: Fernsehgalerie Gerry Schum/videogalerie schum, Kunsthalle Düsseldorf, Düsseldorf
- 2009: Dennis Oppenheim: Electric Kisses, Marta Herford